# Somatochlora brevicincta
Somatochlora brevicincta là một loài chuồn chuồn ngô thuộc họ Corduliidae. Nó được tìm thấy ở Canada và Hoa Kỳ. Môi trường sống tự nhiên của chúng là đầm lầy.